# Louis-Paul Suetens
Louis-Paul Antoine Pierre baron Suetens (Antwerpen, 1 augustus 1936 - Brussel, 2 september 1996) was een Belgisch magistraat, rechtsgeleerde en hoogleraar aan de Katholieke Universiteit Leuven.

## Biografie
Louis-Paul Suetens studeerde rechten en politieke en sociale wetenschappen aan de Katholieke Universiteit Leuven en behaalde ook een Master of Laws aan de Berkeley-universiteit in de Verenigde Staten. Achtereenvolgens was hij navorser (1962), docent (1965), gewoon hoogleraar (1968) en buitengewoon hoogleraar aan de KU Leuven. Van 1968 tot 1972 was hij ook hoogleraar aan de Economische Hogeschool Limburg.
Van 1974 tot 1977 was hij achtereenvolgens adjunct-kabinetschef en kabinetschef van minister van Hervorming der Instellingen Robert Vandekerckhove (CVP). Tussen 1970 en 1979 was hij ook schepen van Holsbeek en tussen 1974 en 1979 voorzitter van het Europees Milieubureau.
In 1979 werd Suetens staatsraad bij de Raad van State. Op 10 september 1984 werd hij rechter bij het pas opgerichte Arbitragehof, later Grondwettelijk Hof genoemd.
Hij overleed in 1996 op 60-jarige leeftijd. Hij was getrouwd met Greta barones Bourgeois, emeritus raadsheer bij het Hof van Cassatie, lid van de adviesraad van de Koning Boudewijnstichting, lid van de Raad van Adel en bestuurster van de Francqui-Stichting.

## Eerbetoon
Bij koninklijk besluit van 21 juli 1989 werd Suetens in de adelstand verheven met de persoonlijke titel van baron.
In 1998 werd binnen de Koning Boudewijnstichting het Fonds professor Louis Paul Baron Suetens opgericht. In het gebouw van de Dienst van de Bestuursrechtscolleges werd een zittingszaal naar Suetens vernoemd.